# 唐德惠
唐德惠（1971年2月10日—），台灣女藝人，1996年擔任衛視中文台《搶錢雙響炮》外景主持人，正式進入演藝圈。後來參與公視優質戲劇《出外人生》演出。近年來更以專業美容作家身份出版「唐德惠完全開運寶典」、「全身美容大作戰」、「無齡美魔女」書籍，並以美容專家受邀各大節目來賓暢談保養心得，擔任過民視演員訓練班彩妝講師。2021年9月24日正式出家，法名傳蓮。

## 演出作品

### 電影
| 年份   | 片名             |
| ------ | ---------------- |
| 1997年 | 偷情男女         |
| 1997年 | 天生絕配         |
| 1997年 | 狗蛋大兵         |
| 1998年 | 火燒島之橫行霸道 |

### 電視劇
| 年份 | 频道       | 剧名                   | 飾演     |
| ---- | ---------- | ---------------------- | -------- |
| 1999 | 中視       | 《香蕉新樂園》         |          |
|      | 中視       | 《又是一個戀愛天》     |          |
| 2002 | 中視       | 《冤家拼親家》         | 吳老師   |
|      | 華視       | 《圖騰印》             |          |
| 2003 | 台視       | 《再見阿郎》           | 小玲母   |
|      | 超視       | 《紅塵記事簿》         |          |
|      | 大愛       | 《人生旅程(Ⅰ)緣》      | 紅芬師姊 |
| 2010 | 大愛       | 《路邊董事長》         | 陳燕英   |
|      | 三立台灣台 | 《戲說台灣之驚世媳婦》 |          |
| 2002 | 公視       | 《後山日先照》         | 美美     |
| 2003 | 公視       | 《家》                 |          |
| 2007 | 公視       | 《出外人生》           | 洪梅香   |
|      | 中國       | 《封神英雄榜》         |          |
| 2015 | 中國       | 《家和万事兴》         | 方蓮     |

## 主持作品
| 頻道       | 節目                     |
| ---------- | ------------------------ |
| 台視       | 《驚爆演藝圈》           |
| 衛視中文台 | 《搶錢双響炮》--外景主持 |
| 衛視中文台 | 《秀逗!秀逗》            |
| 八大第一台 | 《獨漏六十》             |
| 八大第一台 | 《暗光鳥新聞》--外景主持 |

## 出版作品

### 書籍
- 2002年／《唐德惠完全開運寶典》／出版社：尖端／ISBN 9789571025360
- 2005年／《全身美容大作戰》／出版社：柏室／ISBN 9789867224798
- 2012年／《無齡美魔女：愛上自己，唐德惠的凍齡美學》／出版社：商訊文化／ISBN 9789866378799

## 外部連結
- 唐德惠在香港影庫上的簡介